# Treviso
Treviso este o comună din provincia Treviso, regiunea Veneto, Italia, cu o populație de 84.607 locuitori (1 ianuarie 2023) și o suprafață de 55,58 km². Este situat la aproximativ 40 km nord-est de Padova, și aproximativ 30 km nord de Veneția.

## Geografie
Treviso se află la confluența râurilor Botteniga și Sile în câmpia venețiană. Înălțimea medie este de aproximativ 15 m deasupra nivelului mării.

## Situația economică
Treviso este situat în centrul unei regiuni puternic agricole (cereale, legume, vin), dar este, de asemenea, un important centru industrial (sticlă, ceramică, hârtie, textile, inginerie mecanică, inginerie electrică, chimie). Principalele companii din regiune sunt: Benetton Group, Zoppas (Electrolux), DeLonghi, Geox și producătorul de biciclete Pinarello.

## Demografie
Montebelluna - evoluția demografică

|  | Graficele sunt indisponibile din cauza unor probleme tehnice. Mai multe informații se găsesc la Phabricator și la wiki-ul MediaWiki. |

Date: Recensăminte sau birourile de statistică - grafică realizată de Wikipedia

### Grupuri etnice și minorități străine
La 31 decembrie 2021, în municipiu existau 11.568 de rezidenți străini, adică 13,7% din populație. Următoarele sunt cele mai mari grupuri::
1. Romania 1.657
2. Kosovo 1.071
3. Cina 1.049
4. Bangladesh 755
5. Nigeria 740
6. Moldova 723
7. Albania 620
8. Ucraina 505
9. Marocco 431
10. Sri Lanka 419

## Obiective turistice

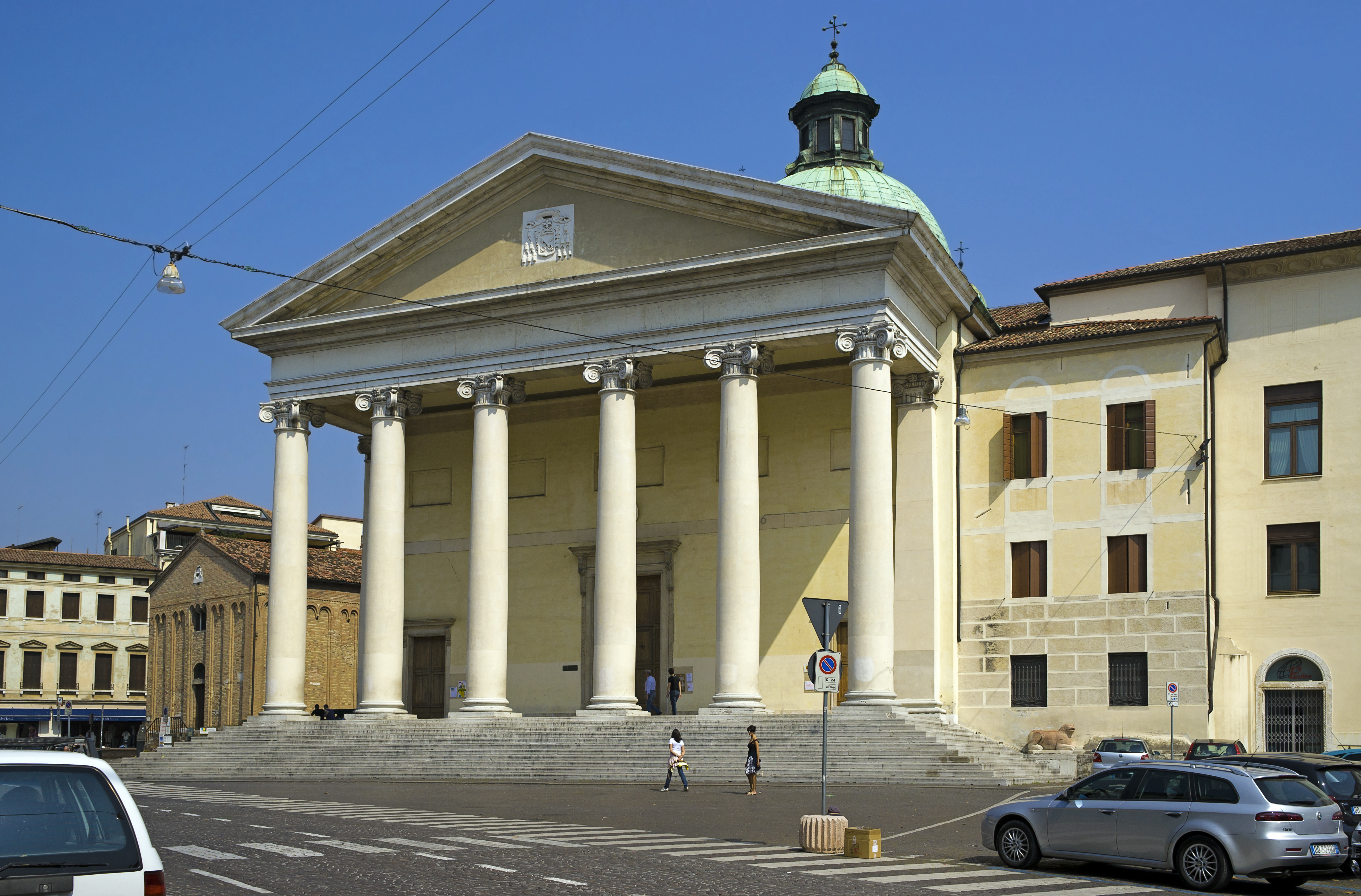
Domul din Treviso
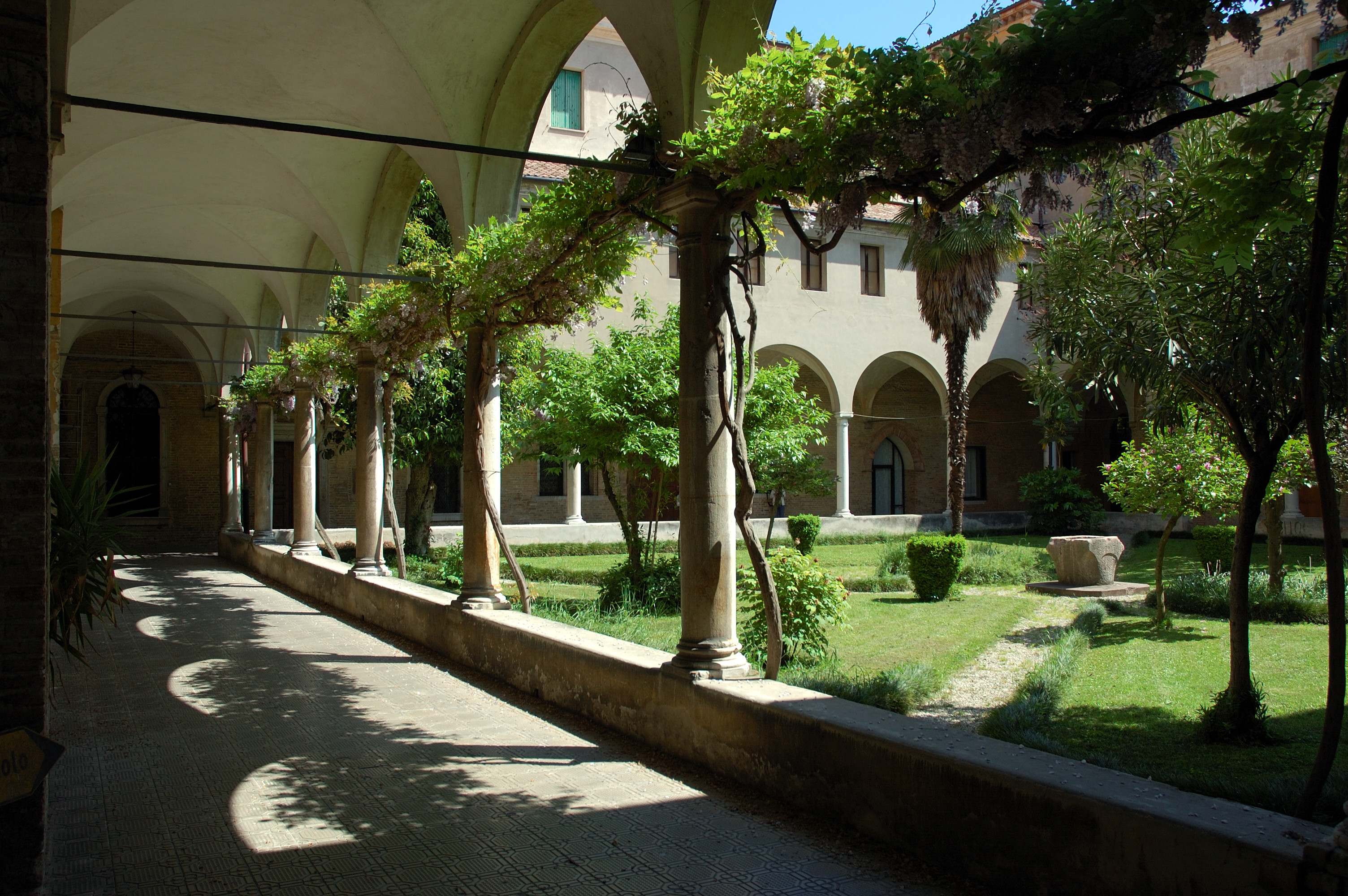
Galerie cu arcade
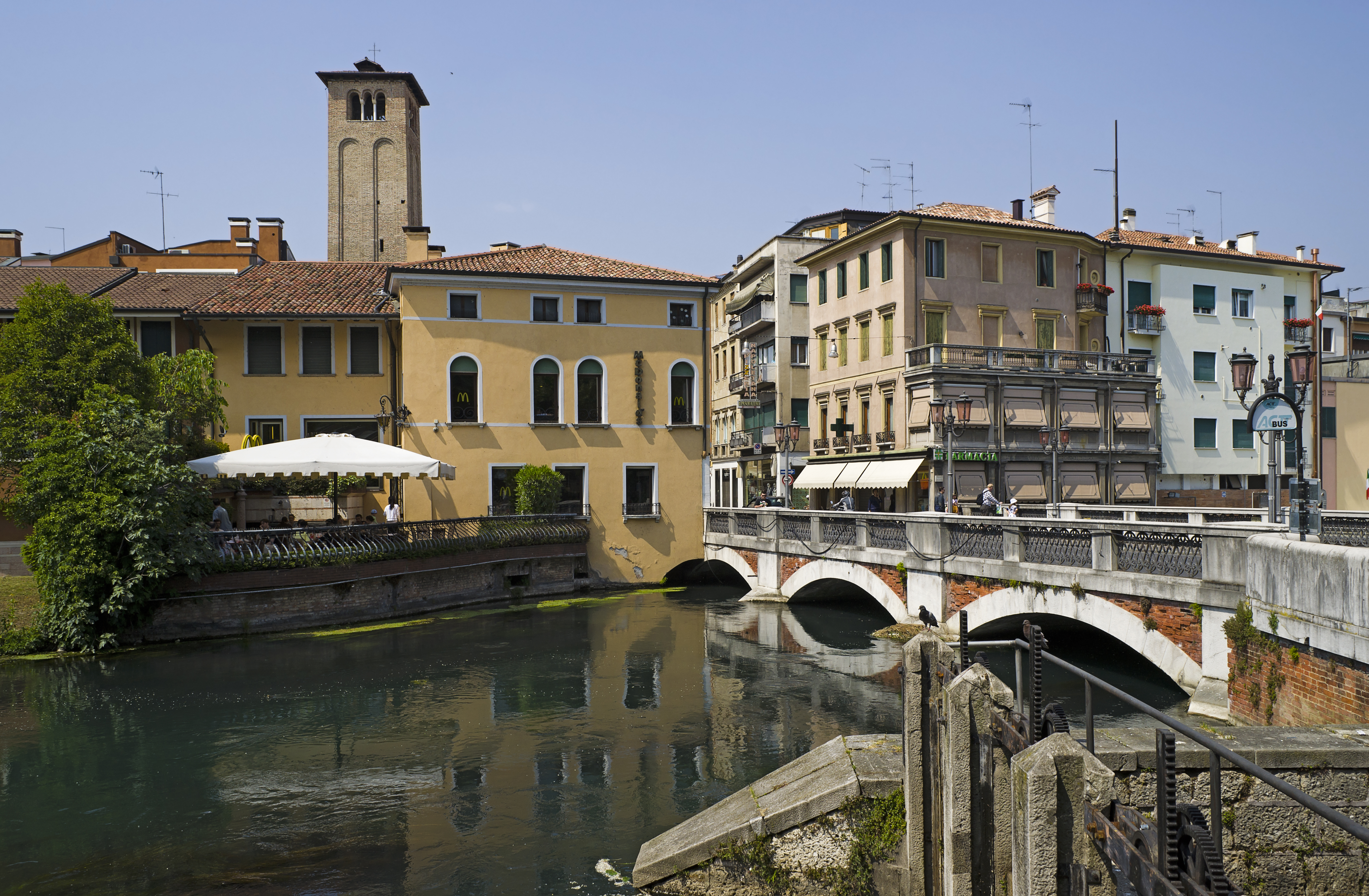
Podul "San Martino" peste Sile
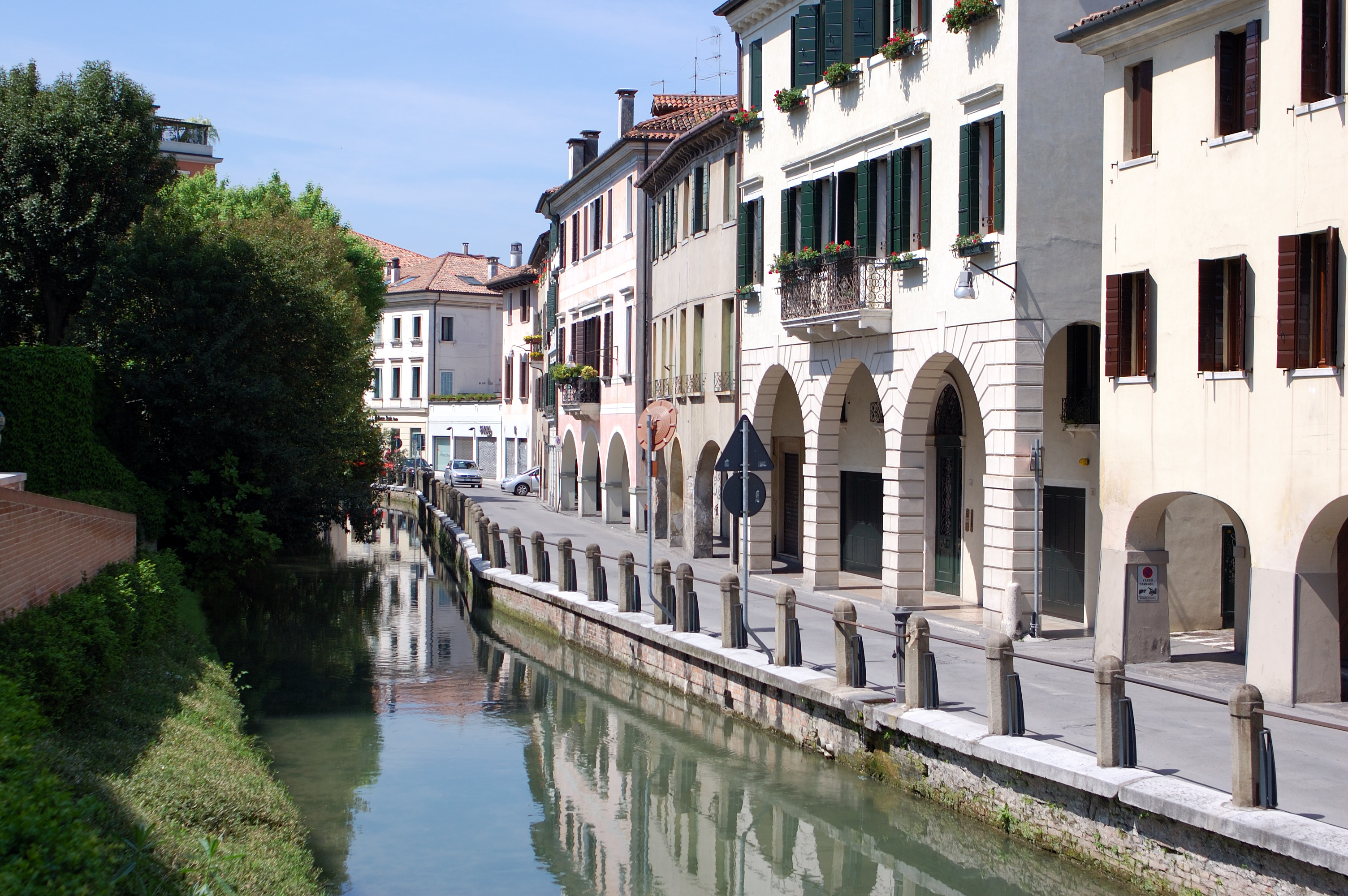
Via Roggia

## Personalități născute aici
- Matteo Tagliariol (n. 1983), scrimer;
- Simone Tempestini (n. 1994), pilot de raliu.